# Panamá en los Juegos Olímpicos de Múnich 1972
Panamá estuvo representado en los Juegos Olímpicos de Múnich 1972 por siete deportistas masculinos que compitieron en cuatro deportes.
El portador de la bandera en la ceremonia de apertura fue el atleta Donaldo Arza. El equipo olímpico panameño no obtuvo ninguna medalla en estos Juegos.